# British Comedy Awards 2004

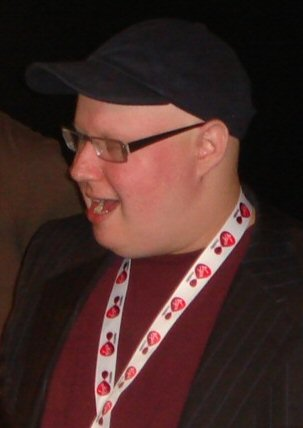
Matt Lucas, najlepszy telewizyjny aktor komediowy

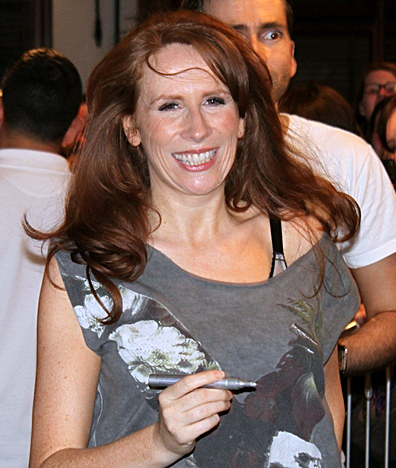
Catherine Tate, najlepszy debiut

British Comedy Awards 2004 – piętnasta edycja nagród British Comedy Awards. Ceremonia rozdania odbyła się w grudniu 2004 i po raz kolejny jej konferansjerem był Jonathan Ross. Zdecydowanie największym zwycięzcą tej edycji okazał się serial Mała Brytania. Otrzymał on nagrodę dla najlepszej komedii telewizyjnej i nagrodę publiczności, zaś jego twórcy Matt Lucas i David Walliams wspólnie odebrali nagrodę dla najlepszego aktora. 

## Lista laureatów
- Najlepszy telewizyjny aktor komediowy: Matt Lucas i David Walliams
- Najlepsza telewizyjna aktorka komediowa: Caroline Quentin
- Największa osobowość komediowo-rozrywkowa: duet Ant and Dec, czyli Anthony McPartlin i Declan Donnelly
- Najlepszy program komediowo-rozrywkowy: Ant & Dec's Saturday Night Takeaway
- Najlepszy debiut komediowy: Catherine Tate
- Najlepsza nowa komedia telewizyjna: Nighty Night
- Najlepsza komedia telewizyjna: Mała Brytania
- Najlepszy telewizyjny komediodramat: Doktor Martin
- Najlepszy zagraniczny serial komediowy: Simpsonowie
- Najlepsza komedia filmowa: Szkoła rocka
- Nagroda publiczności: Mała Brytania
- Nagroda Brytyjskiej Gildii Scenarzystów dla najlepszego scenarzysty komediowego: Ricky Gervais i Stephen Merchant
- Nagroda za całokształt twórczości:
  - Dawn French i Jennifer Saunders
  - Matt Groening